# San Pedro (Soba)
San Pedro es una localidad del municipio de Soba (Cantabria, España). En el año 2024 contaba con una población de 40 habitantes (INE). La localidad se encuentra a 700 metros de altitud sobre el nivel del mar, y a 10 kilómetros de la capital municipal, Veguilla.
A esta población se accede a través de la carretera local CA-668. y carece de líneas de transporte público regular, siendo la parada más cercana la situada en la intersección de la carretera CA-256 con la CA-668, al inicio de esta última.
El 29 de junio celebra la festividad de San Pedro a cuya advocación está dedicada la iglesia de la localidad.